# Nojiri (Miyazaki)
Nojiri (野尻町, Nojiri-chō) est un ancien bourg de la préfecture de Miyazaki (Japon) et du district de Nishimorokata.
Il est rattaché depuis le 23 mars 2010 à la ville de Kobayashi en tant que district local autonome (地域自治区, Chiiki jichi-ku). Le district comptait 8 357 habitants le 1er décembre 2007 pour une surface de 88,86 km2 et une densité de 94 habitants par km2.